# Arctia catarryta
Arctia catarryta är en fjärilsart som beskrevs av Smith 1958. Arctia catarryta ingår i släktet Arctia och familjen björnspinnare. Inga underarter finns listade i Catalogue of Life.